# Prosaptia bolobensis
Prosaptia bolobensis är en stensöteväxtart som först beskrevs av Guido Georg Wilhelm Brause, och fick sitt nu gällande namn av Barbara S. Parris. Prosaptia bolobensis ingår i släktet Prosaptia och familjen Polypodiaceae. Inga underarter finns listade.